# Конкременти
Конкременти, каменови, лат. Calculosis су чврсте творевине које се стварају и леже слободно у разним шупљим органима или изводним каналима, а настали су у условима таложења соли из течности која се налази у шупљинама органа и изводним каналима.

## Локализација
Конкременти су најчешће локализовани у;
- жучној кеси и жучним путевима
- бубрезима и изводним каналима мокраћног система (уретер, мокраћна бешика, уретра)
- изводним каналима пљувачних жлезда, дигестивном тракту, бронхијама, простати.

## Врсте

### Мокраћни каменови
У ову групу каменова спадају каменови у мокраћним путевима (лат. Urorolithiasis) и каменови у бубрегу нефролитијаза, бубрежни конкремент или бубрежна калкулуза (лат. nephrolithiasis). Појава чврстих или трошних агломерација (накупина кристала) растворених минерала у мокраћи у облику камена, каменова или песка у бубрежној карлици, чашицама и паренхиму бубрега и мокраћним путевима је доста честа болест. Они варирају у величинии облику од малих кристала попут зрна песка до великих каменова као лоптица за голф.
Уролитијаза је релативно честа болест која се јавља у око један одсто становника, углавном код мушкараца. У једној десетини болесника нефролитиаза се дијагностикује током њиховог живота. У преосталим случајевима нефролитиаза је асимптоматска..
Мокраћни каменови су производ мултифакторијалног процеса који се састоји од: социо-економских, генетских и конституционалних фактора. Од ове болести није поштеђено становништво ниједног географског подручја, етничка група, нити једно животно доба. Клинички је најманифестнији између треће и шесте деценије живота.
Камен у бубрегу обично спонтано напушта тело измокравањем урина. Међутим ако њихова величина нарасте и формира релативно велику формацију (пречника више милиметара), настаје опструкција уретера и застој у излучивању мокраће из бубрега што може да изазове појаву јаких једностраних болова у горњем делу трбуха и препони, и друге симптоме са преваленцом од 40 до 10 посто..
Већина истраживача сматра да мокраћни каменови настају као резултат физичко - хемијског дисбаланса у мокраћи, тј као последица поремећене равнотеже између промотера и инхибитора кристализације у условима презасићености и промене pH мокраћe. У основи стварања каменова је процес кристализације у презасићеној мокраћи. Они настају као резултат поремећене равнотеже између промотера (калцијум, окслат, мокраћна киселина и цистин) чији је степен екскреције у мокраћи повећан и инхибитора (магнезијум, цитрат, пирофосфат и гликозаминогликан) чији је ниво или инхибиторни потенцијал у мокраћи снижен. Удружена промена pH вредности и запремине мокреће доводе до повољних услова за стварање нових кристала, агрегата кристала и великих кристалних честица које у каснијем току прерастају у видљиве каменове. Присуство инфекције изазване микроорганизмима који разлажу уреју, поремећаји у морфологији мокраћног система (стенозе, дилатације, оштећења уротела) и протока мокраће (стаза, рефлукс) такође делују као фактори ризика за стварање каменова или појаву његовог рецидива.
Почетни ситни једва видљиви каменчићи у мокраћном систему, обично округластог облика, повећавањем обично попримају облик шупљине у виду одливака. Ако се у шупљини бубрега нађе више каменчића њихове додирне стране су изглачане, а углови су заобљени (тзв. фасетирани каменови). Такав облик каменова зависи од тога што се нови слојеви стварају више на слободним деловима, него на додирним површинама. Каменови као чврсте творевине не подлежу реверзибилном растварању.

## Остали конкременти
У остале конкременте спадају каменови који се могу стварати у другим шупљим органима и изводним каналима. Овде спадају каменови:
Сијалолити:
- Кречни каменови у изводним каналима панкреаса
- Кречни каменови у изводним каналима пљувачних жлазда

Копролити
Флеболити
Флеболит је мали локални кречни конкремент или кацификат, обично заобљена, унутар вена. Они су веома чести у венама доњег дела карлице, и у суштини представљају калцификоване тромбе одвојене од венског зида. Они углавном немају никакву клинички значај. Када се налазе у карлици, понекад их је на рендгену тешко разликовати од камена у бубрегу у уретери
Бронхолити
Зубни каменац
Зубни каменац настаје таложењем анорганских супстанци (минерала) у плаку. Минерализација плака настаје углавном у пределима где се налазе излазни отвори великих пљувачних жлезда: паротидна жлијезда – букално у пределу молара, сублингвална жлезда – језичноо у пределу инцизива. Минерализација настаје због увећане концентрације калцијума у пљувачки. Зубни каменац је грађен у облику ламела, што доказује да настаје у дужем временском периоду.